# Audiografía
Audiografía es el cuarto álbum de la banda de rock argentina Cielo Razzo y el primero en vivo. Fue grabado en el recital que se llevó a cabo el 27 de mayo de 2006 en el Estadio Obras Sanitarias en Buenos Aires ante aproximadamente unas 5.000 personas. El disco presenta 4 temas de Buenas, 3 temas de Código de barras, 8 temas de Marea y un tema extra de un recital llevado a cabo en Rosario.
En su versión DVD, presenta algunas modificaciones con respecto al CD. Se agregan a esta versión "Perros" y "Bébelo (Disco)", del álbum Buenas, y "Buscando más" y "Cableluz" de Marea, y además se suprime "Vieja caña" y el tema extra. El DVD contiene también una sección de extras.

## Arte de tapa
La portada del disco está centrada en un corazón humano que emite un tipo de luz color verde y violeta con un fondo negro, y en dónde se puede apreciar, si se mira con detenimiento en la parte inferior, a una parcialidad del público, con el clásico logo de Cielo Razzo en blanco completo.

## Lista de temas del CD
1. "Alma En Tregua" - 4:21
2. "¿Quién Baja La Pala?" - 3:20
3. "Chapa Y Bandera" - 4:59
4. "La Cruz" - 6:04
5. "Charlone" - 4:26
6. "Esa Brisa" - 4:23
7. "Por Llegar" - 4:48
8. "Miradas" - 4:21
9. "Luminoso" - 4:26
10. "La Roca" - 3:52
11. "Qué Se Yo" - 3:48
12. "Vieja Caña" - 4:37
13. "Luna" - 4:26
14. "Carne 2" - 4:26
15. "Sin Salida" - 6:18
16. "Estrella (Bonus Track: Rosario 2005)" - 4:41

## Lista de temas del DVD
1. "Alma En Tregua"
2. "¿Quién Baja La Pala?"
3. "Chapa Y Bandera"
4. "Perros"
5. "La Cruz"
6. "Charlone"
7. "Esa Brisa"
8. "Por Llegar"
9. "Bébelo"
10. "Miradas"
11. "Cableluz"
12. "Luminoso"
13. "La Roca"
14. "Buscando Más"
15. "Qué Se Yo"
16. "Luna"
17. "Carne 2"
18. "Sin Salida"

Extras
- La Banda
- Técnica
- Mi Refugio
- Arde
- BackStage Marea
- Clip "Luna"

## Músicos
- Pablo Pino: Voz y armónica.
- Diego Almirón: Guitarra y coros.
- Fernando Aime: Guitarra.
- Cristian Narváez: Bajo.
- Javier Robledo: Batería y coros.
- Juan Pablo Bruno: Percusión.

## Músicos invitados
Marcelo Vizarri: Teclados.
Bonzo Morelli: Guitarra en "Charlone".